# Sås och Kopp
Sås och Kopp är en finlandssvensk duo som producerar barnunderhållning i form av musik och sketcher. Gruppen består av Pasi Hiihtola (Sås) och Peik Stenberg (Kopp). Sås och Kopp har sitt ursprung i radioprogrammet Radio Fnatt som sändes på Rundradion 1989–2002.
När Rundradion år 2002 avslutade det populära programmet Radio Fnatt, där Sås och Kopp stod för största delen av innehållet, uppstod en lyssnarstorm på insändarsidorna i den finlandssvenska pressen. 
Namnet på duon härstammar från ett inslag om två kockar i Radio Fnatt år 1989. Kockarna var veritabla såskoppar, som "yrade friskt i köket bland syltburkar och kokade soppa på spik".
Sås och Kopp underhåller även på finska, under namnet ”Sotta ja Pytty”.

## Diskografi

### Musik på svenska
- 1995 – Har du nånsin sett ett lejon som tiger (kassett)
- 1995 – Garanterat Sås och Kopp
- 1995 – Totalt Sås och Kopp
- 1996 – Alla känner APA
- 1998 – Kottar i karburatorn
- 2000 – Lavabränd
- 2001 – Robin Hood
- 2002 – Pinocchio
- 2002 – Sim-Simsalabim (singel)
- 2003 – Vänskapsskivan
- 2003 – De tjäraste sångerna (samlingsalbum)
- 2004 – Eine Kleine Fnatt-musik (samlingsalbum)
- 2005 – Äventyr
- 2007 – Trampolin
- 2008 – DeeVeeDee (Livealbum på DVD, inspelad 22 mars 2003 i Finlandiahuset i Helsingfors)
- 2009 – Snabbt och dumt (de tre första skivorna i en box: Har du nånsin sett ett lejon som tiger, Garanterat, Totalt)
- 2015 – Plättar 2015

### Musik på finska
- 1999 – Sotta ja Pytty
- 2002 – Käpyjä kaasarissa

## Erkännande
År 2025 fick Sås och Kopp Svenska kulturfondens pris med följande motivering:
Sås och Kopps sånger har glatt både barn, unga och vuxna i över trettio år. I sina texter använder de språket på ett kreativt och lekfullt sätt och melodierna utgår från många olika musikstilar. Sångerna är både underhållande och lärorika.

Genom fyndiga ordlekar och fantasifulla metaforer lär vi oss nya ord och uttryck och utvecklar vår språkkänsla. I Sås och Kopps texter vävs kunskap om historia, geografi och trafikvett finurligt in i texterna. Det är många barn som lärt sig om Finlands historia genom sången med samma namn. Sås och Kopps sånger uppmuntrar till lek, gemenskap och kreativitet. De sjungs och älskas över generationsgränserna.

## Fotnoter
1. ↑  Huldén, Ann-Katrin: Intervju: Två tokroliga såskoppar. Arkiverad 23 februari 2007 hämtat från the Wayback Machine. Hänvisat 26.10 2007.
2. ↑  Sås och Kopp: Historik. Arkiverad 19 september 2007 hämtat från the Wayback Machine. Hänvisat 26.10 2007.
3. ↑  ”De här sex får Kulturfondens pris i maj”. Svenska kulturfonden. 14 maj 2025. https://www.kulturfonden.fi/2025/05/15/pristagare2025/. Läst 15 maj 2025.